# Lucidne sanje
Lucidne sanje so sanje, v katerih med sanjanjem vemo, da sanjamo. Paul Tholey,  nemški  geštalt psiholog tretje generacije in eden najpomebnejših evropskih raziskovalcev lucidnega sanjanja, je lucidne sanje opredelil kot sanje, v katerih sanjalec zavestno ve, da sanja, in lahko vpliva na njihov potek. Postavil je  epistemološke temelje za raziskovanje na področju lucidnih sanj in določil sedem pogojev, ki opredeljujejo sanje kot lucidne: zavedanje sanjskega stanja (orientacija), sposobnosti  odločanja, delovanja  spomina, sebe, sanjskega okolja, pomena sanj in  koncentracije ter  osredotočenosti (subjektivna jasnost tega stanja).

## Zgodovina

### Azija
Prva besedilna omemba lucidnega sanjanja je zapisana v  indijskih  Upanišadah, ki predstavljajo  hindujsko ustno tradicijo in  filozofijo indijske kulture okoli leta 1000 pr. n. št. V zgodnjih stoletjih našega štetja, ko se je začelo indijsko mišljenje širiti v gorske regije  Tibeta, se je v slavni Tibetanski knjigi mrtvih (tibet. Bardo Thodol) zopet pojavila omemba lucidnih sanj. Tibetanski  menihi so v njej razvili še danes uporabno metodo za sprožitev stanja lucidnega sanjanja, znano kot WILD (angl. Wake-Initiated Lucid Dreaming), pri kateri je mogoče vstopiti v sanje, medtem ko smo popolnoma pri  zavesti. Praksa lucidnega sanjanja je bila običajna med zgodnjimi budisti ter osrednjega pomena za starodavno indijsko hindujsko prakso  jogo nidro in tibetansko budistično prakso  sanjske joge.

### Zahod
Na  Zahodu je koncept lucidnega sanjanja starodaven. Sanje so imele pomembno mesto v delih  starogrških filozofov, kot so Sokrat, Platon in Aristotel, ki so obravnavali spanje in resničnost sanjskega življenja. Aristotel je prvi omenil lucidno sanjanje v svojem delu O sanjah iz leta 350 pr. n. št. in poskušal razviti  znanstveno  teorijo spanja.
Lucidno sanjanje je bilo tudi sestavni del  krščanske in  islamske  mistike. Stoletja po Aristotelu najdemo v pismu  svetega Avguština prvi zabeležen primer lucidnih sanj v letu 415, v katerem opiše sanje svojega zdravnika  Gennadija iz  Kartagine, ki naj bi se v sanjah med pogovorom z  angelom zavedal, da se njegovo telo nahaja v postelji, ker sanja. V 12. stoletju je filozof  sufi Ibn Arabi poudaril pomen nadzora misli v sanjah. Tri stoletja pozneje je drug sufijski mistik, Shamsoddin Lahiji, opisal navdihujočo nočno vizijo neba, ki je bila najverjetneje del njegovih lucidnih sanj.
V obdobju  srednjega veka je zanimanje za sanje upadlo zaradi pospešenega širjenja krščanstva, ki je lucidne sanje povezovalo z  okultizmom in  čarovništvom, kar je vplivalo na razvoj določenih predsodkov  predsodkov v zahodni kulturi, ki so v posameznih primerih prisotni še danes. Raziskovanje o sanjah se je znova začelo prebujati v 17. stoletju kot posledica  razsvetljenstva, ki je s seboj prineslo kulturne in družbene preobrazbe.
Leta 1900 je Sigmund Freud revolucioniral razumevanje sanj s knjigo Razlaga sanj, v kateri je poudarjal njihov pomen kot vpogled v podzavest. Kljub temu da v svojih zapiskih ni omenjal lucidnih sanj, je pogosto pisal o "ostrih" sanjah, v katerih se je zavedal, da sanja. Izraz "lucidno sanjanje" je prvič uporabil  psihiater Frederik van Eeden v letu 1913, katerega dognanja je Freud vključeval v svoja dela. Ob napredku  tehnologije v 20. stoletju se je začela revolucija odkritij na področju spanja, ki še danes poteka z raziskavami  nevroloških  mehanizmov lucidnega sanjanja.

## Kognitivna znanost
Lucidne sanje se običajno pojavijo v fazi  spanja, imenovani REM (angl. rapid eye movement), za katero je značilna izjemna aktiviranost  možganov, medtem ko je telo  paralizirano. Kljub temu da med REM spanjem  nevroni v  možganski skorji delujejo s podobno intenzivnostjo kot med budnostjo, je električna povezanost možganov drugačna, kajti prednji in zadnji deli so manj usklajeni, medtem ko sta leva in desna zadnja stran bolj.
Tipičen nočni vzorec spanja je sestavljen iz štirih stopenj, ki se vsako noč izmenjajo v ponavljajočih se  ciklih na približno 90 minut. Prva stopnja je najlahkotnejša in predstavlja  omotično spanje z  alfa možganskimi valovi. V njej se naše oči počasi obračajo in lahko doživimo občutke padanje, zaradi katerih se nenadoma prebudimo. V drugi stopnji se težje prebudimo, saj prestopimo v rahlo globljo stopnjo spanja, ki je prva faza neREM stopnje (angl. NREM). Naši  možganski valovi se upočasnijo in tako se začne tretja stopnja, v kateri lahko pride do hoje v spanju,  nočnih mor in drugih  motenj spanja. Četrta stopnja je faza REM, ki je pogosto povezana z živahnimi in nenavadnimi sanjami, kar je razlog za pojav lucidnih sanj. Značilno je, da se pospešuje srčni utrip in očesno premikanje, možganski valovi so zelo dejavni in lahko pride do  spolnega vzburjenja.
Več ko spimo, krajše so stopnje globokega spanja, medtem ko se cikli faze REM podaljšujejo. Za lucidno sanjanje ni nujno, da se pojavi v četrti stopnji spanja, saj so odkrili njihov pojav tudi v tretji stopnji faze neREM. A kljub temu se lucidne sanje običajno pojavijo, 90 minut preden se zbudimo, ko je naša možganska kemija nanje pripravljena.

## Tehnike za induciranje in uporaba
Najbolj učinkovite tehnike za induciranje lucidnih sanj so:
1. Dnevnik sanj – redno beleženje sanj po prebujenju izboljša spomin na sanjske dogodke in poveča možnost lucidnosti.[1]
2. MILD (slov. mnemonična indukcija) – tehnika, pri kateri posameznik pred spanjem ponavlja namero, da bo prepoznal, ko sanja.[11]
3. Testiranje realnosti – redno preverjanje, ali je posameznik buden ali sanja (npr. poskus branja besedila ali preverjanje števila prstov).[1]
4. WBTB (angl. Wake Back to Bed) – metoda, pri kateri se posameznik zbudi po 4–6 urah spanja, ostane buden 20–30 minut in nato ponovno zaspi, da poveča verjetnost lucidnega sanjanja.[1]
5. Maska za nadzor lucidnega sanjanja – naprava, ki med REM fazo oddaja  svetlobne ali  zvočne signale, da spodbudi zavedanje v sanjah.[1]
6. Zvočni signali – uporaba zvočnih dražljajev (npr. binarnih  tonov) med spanjem za spodbujane lucidnosti.[12]
7. FILD (angl. Finger Induced Lucid Dream) – minimalno premikanje  kazalca in  sredinca za sprožitev lucidnega stanja.[1]
8. Meditacija – kombinacija  pozornostnega dihanja,  vizualizacije in telesnega zavedanja za doseganje lucidnosti.[1]

Raziskave kažejo, da lahko zavedanje med lucidnim sanjanem služi različnim praktičnim namenom. V kliničnih okoljih se tehnike uporabljajo za zmanjšanje pogostosti  nočnih mor, kar dokazuje študija, katere namen je bil oceniti učinkovitost LDT (slov. terapija z lucidnim sanjanjem) pri zdravljenju nočnih mor pri odraslih in otrocih.
Navdih iz sveta lucidnih sanj pogosto črpa tudi umetniško ustvarjanje, kar dokazujejo številni znani  umetniki. Vizualne umetnosti so še posebej bogate s primeri, kjer so  slikarji svoje stvaritve temeljili na izkustvih zavestnega sanjanja. Poleg  Edwarda Burne-Jonesa, ki je naslikal The Rose Bower po sanjski podobi dvanajstih muz s Helikona, so v svojih delih uporabili vizije iz lucidnih sanj tudi Frida Kahlo, Max Ernst in Gil Bruvel.

## Tveganja in omejitve
Lucidno sanjanje ni nevarno, a kljub temu da ima lahko številne potencialne koristi, obstajajo tudi tveganja, stranski učinki in omejitve. Ljudjem, ki se soočajo z  duševnimi motnjami in so čustveno nestabilni, je svetovano, da poiščejo pomoč  terapevta, pred izvajanjem katerekoli  introspektivne dejavnosti, kot sta na primer lucidno sanjanje ali meditacija. Spopadanje z  depresijo,  tesnobo,  psihozo in  shizofrenijo lahko v skrajnih primerih povzroči strah pred spanjem ali obsedenost z lucidnostjo.
Spalna paraliza, ki jo včasih zamenjamo z lucidnim sanjanjem, doživi le zelo majhen del populacije. Kljub navidezni podobnosti med obema pojavoma obstajajo pomembne razlike, ki ju jasno ločujejo. Med REM fazo spanja lahko pride do posebnega stanja, ko posameznik delno pridobi zavest, vendar ohrani mišično nepremičnost. To je  biološki varnostni mehanizem, pri katerem se občutki telesa v stanju sanj pomešajo z občutki fizičnega telesa, kar v skrajnih primerih privede do  halucinacij,  panike in občutkov  tesnobe.
Pogosta težava pri intenzivnem lucidnem sanjanju je derealizacija – občutek, da meje med sanjami in resničnostjo postanejo nejasne. Nekateri poročajo o težavah pri ločevanju spominov na sanjske dogodke od dejanskih izkušenj, kar lahko vodi do začasne negotovosti glede resničnosti.